# Аптека Лигды
Аптека Лигды или Дом первой частной аптеки на Левобережной Украине (Аптека Михаила Лигды) — памятник архитектуры и памятник истории местного значения в Нежине. Сейчас здесь размещается аптека.

## История
Решением исполкома Черниговского областного совета народных депутатов трудящихся от 28.06.1989 № 130 присвоен статус памятник истории местного значения с охранным № 6941 под названием Дом первой частной аптеки на Левобережной Украине (Аптека Михаила Лигды).
Изначально был внесён в «список памятников архитектуры вновь выявленных» под названием Аптека Лигды.
Приказом Министерства культуры и туризма от 21.12.2012 № 1566 присвоен статус памятник архитектуры местного значения с охранным № 10036-Чр под названием Аптека Лигды.

## Описание
Первую известную в Нежине аптеку было открыто в 1740 году и удерживал около двух лет на собственные средства Я. Штурм. В 1742 году он оставил город, поскольку оба нежинских врача не выписывали лекарства из аптеки, а пользовались собственными.
В 1777 году в городе вновь была открыта аптека с разрешения Медицинской коллегии отставным врачом Изюмского гусарского полка Михаилом Лигдой, по происхождению нежинским греком. В 1778 году её осмотрел доктор медицины П. Паульсон, который в раппорте Медицинской коллегии констатировал её соответствие поставленным задачам. Аптека имела специальную посуду, необходимый набор лекарств и соответствующую мебель. Через 8 лет она перешло к другому владельцу и продолжала работу в 19 веке. Предполагается, что аптека располагалась в доме № 2Б или 6В (в источниках разная нумерация) Московской улицы.
Каменный, одноэтажный дом на подвале, с массивными металлическими дверями и такими ж ставнями, с трехскатной крышей. Расположен на углу улиц Московской и Братьев Зосим, что обуславливает форму дома в виде неправильного четырёхугольника со скошенными углом (со стороны перекрёстка). Имел два входа с Московской улицы. Чердак с решётчатыми окнами — использовался для сушки и хранения лекарственных растений. Вероятно, что при аптеке был собственный аптекарский огород. Фасад по углам акцентирован пилястрами, декорирован фронтонами над окнами, нишами, завершается аркатурным фризом (со стороны Московской) и карнизом.
В 19 — начале 20 веков в Нежине действовало 4 аптеки: на улице Гоголя, на Базарной площади (улица Подвойского), на Московской улице, на углу Судейской (Гребёнки) и 1-й Лицейской (Ленина) улиц.
На фасаде дома установлена мемориальная доска «Памятник истории. Аптека 18 века. Основана в 1777 г. отставным врачом Изюмского гусарского полка нежинским греком М. Лигдой».